# Liste der Baudenkmäler in Berching

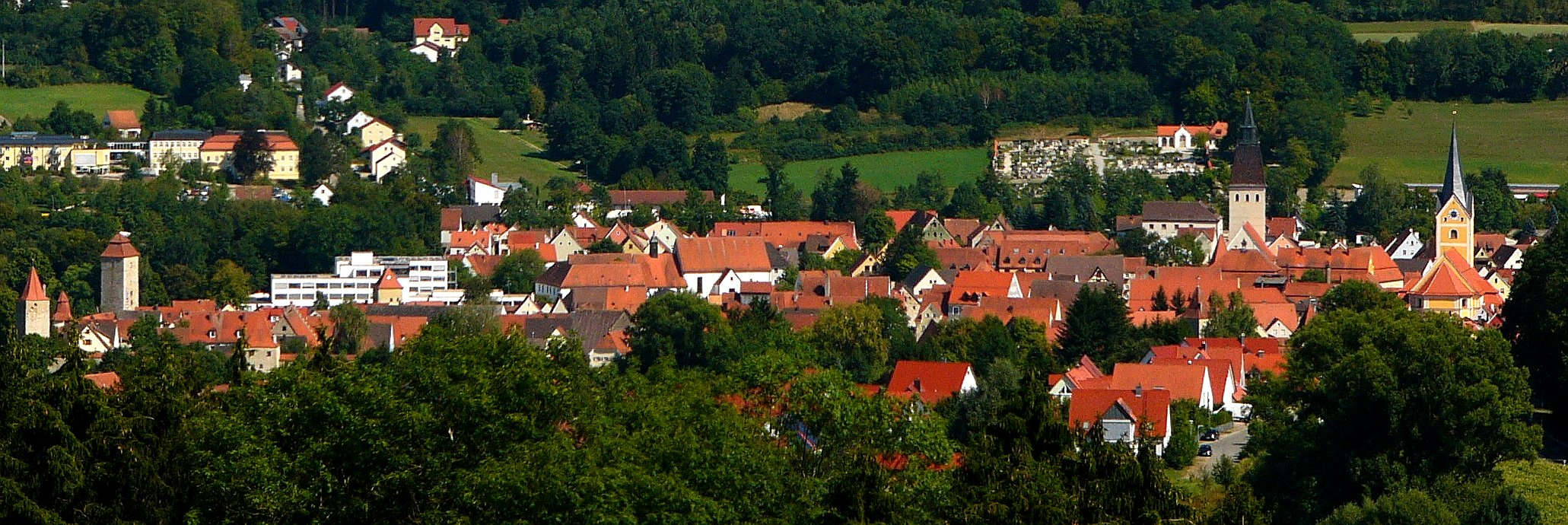
Berching, Blick über die Altstadt

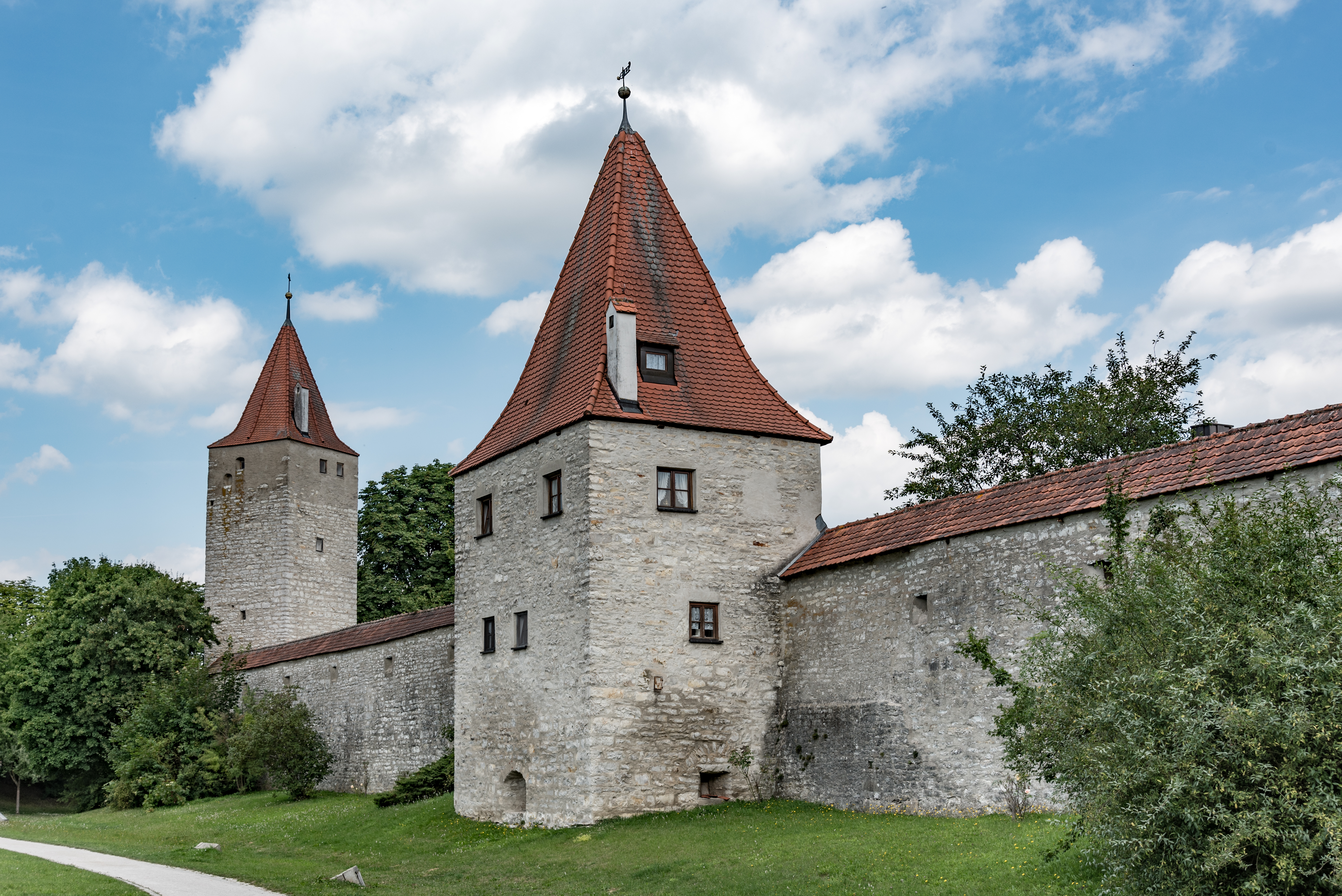
Berching, Stadtbefestigung

Auf dieser Seite sind die Baudenkmäler in der Oberpfälzer Stadt Berching zusammengestellt. Diese Tabelle ist eine Teilliste der Liste der Baudenkmäler in Bayern. Grundlage ist die Bayerische Denkmalliste, die auf Basis des Bayerischen Denkmalschutzgesetzes vom 1. Oktober 1973 erstmals erstellt wurde und seither durch das Bayerische Landesamt für Denkmalpflege geführt wird. Die folgenden Angaben ersetzen nicht die rechtsverbindliche Auskunft der Denkmalschutzbehörde.

## Ensembles

### Ensemble Altstadt Berching
Berching (Lage) ist durch große Geschlossenheit seiner historischen Anlage gekennzeichnet, welche von außen, insbesondere von Norden und Osten, als mittelalterliche Stadtgestalt noch erlebbar ist. Die Siedlung, 883 zuerst genannt, von 912 bis 1802 zum Hochstift Eichstätt gehörend, breitet sich in zwei Stadthälften rechts und links der Sulz aus, miteinander verbunden durch die Johannesbrücke.
Die westliche Hälfte, die sogenannte Obere Stadt, 1314 als civitas bezeichnet, ordnet sich um die breite Ost-West-Achse zwischen Innerem und Gredinger Tor. Die gepflasterte, vom Stadtbach durchflossene Marktstraße diente unter anderem dem Vieh- und Getreidehandel. Geschlossene Reihungen und Staffelungen bürgerlicher Giebelhäuser, in der Mehrzahl aus dem 16. und 17. Jahrhundert, sowie einiger bischöflicher Amtsbauten bilden die Platzwände zwischen den beiden Toren. Anlage und Bebauung der seitlich abzweigenden Gassen lassen planmäßiges Vorgehen erkennen. Eine besondere Struktur ist im Bereich um die im Kern frühgotische Stadtpfarrkirche zu beobachten, wo sich ein eigener Kirchenplatz ausgebildet hat.
Die gesamte Obere Stadt wurde in der zweiten Hälfte des 15. Jahrhunderts unter Bischof Wilhelm von Reichenau neu befestigt; diese Anlage mit ihren zwölf Wehrtürmen, Mauerzüge mit gedeckten Wehrgängen und Teilen des doppelten Stadtgrabens sowie den Toren ist weitgehend erhalten geblieben.
Jenseits der Sulz erstreckt sich die ältere Vorstadt mit der Hauptachse von Nord nach Süd zwischen zwei Toren. Die Vorstadtsiedlung entwickelte sich aus dem Hof eines mittelalterlichen ministerialen Geschlechts; ihre Kirche St. Lorenz, im Kern aus dem 11. Jahrhundert, war bis 1519 Pfarrkirche der gesamten Stadt. Ihr Baukörper beherrscht die Marktstraße der Vorstadt. Eine weitere wichtige Stelle dieser Stadthälfte ist das 1354 gestiftete Bürgerspital an der Brücke. Die Vorstadt wurde auch im 15. Jahrhundert ummauert. Zwischen den beiden Stadthälften siedelte 1722 sich ein Kapuzinerkloster an.
Aktennummer: E-3-73-112-1

## Stadtbefestigung

### Stadtbefestigung der Oberen Stadt

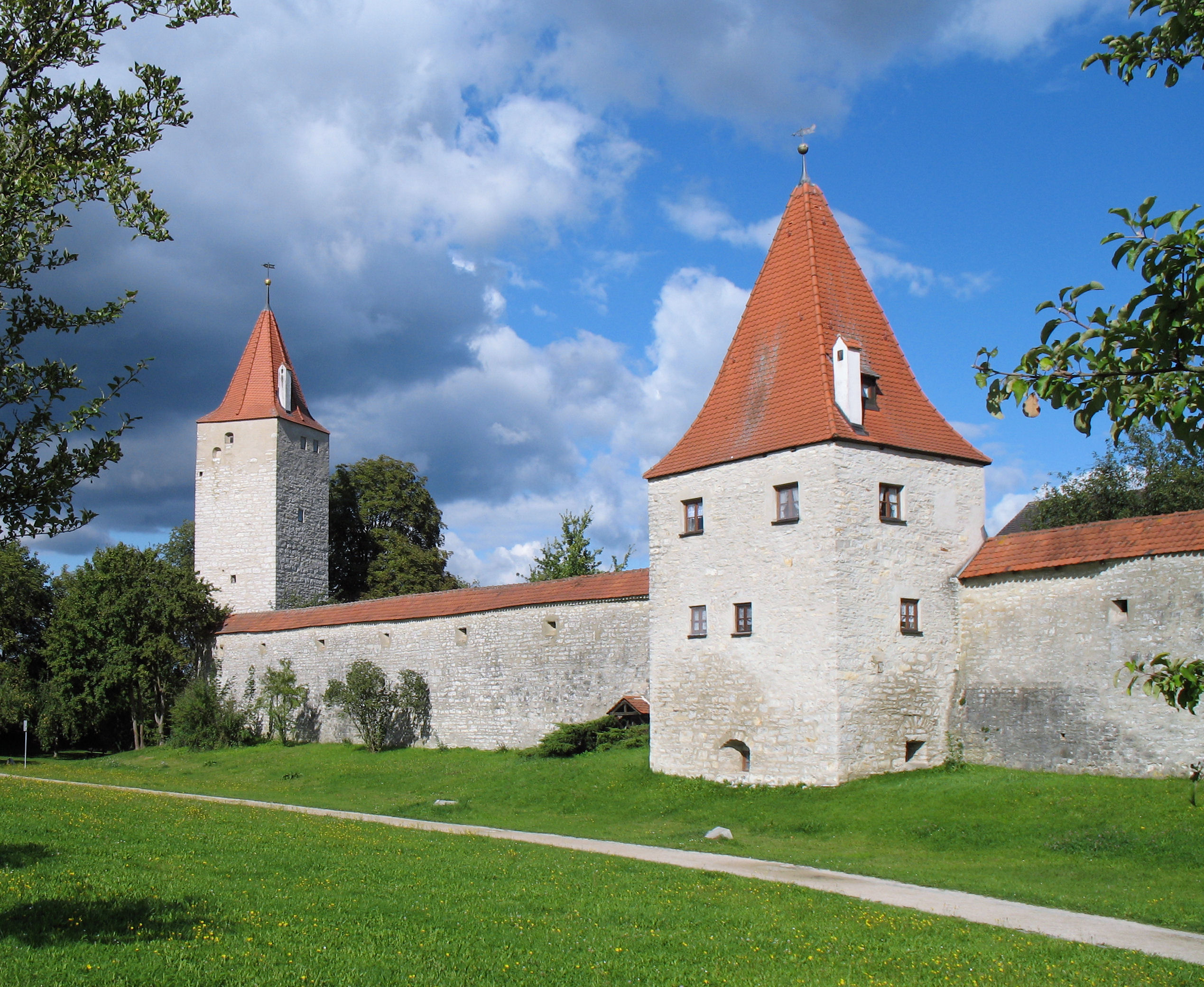
Stadtmauer von Berching

Unter folgenden Adressen sind die Reste der Stadtbefestigung zu finden:
Nähe Schulstraße; Ringmauerweg 4; Badturmgasse 6; Ringmauerweg 9; Landsknechtsweg 5; Badturmgasse 1; Badturmgasse 3; Forstergasse 1; Forstergasse 6; Landsknechtsweg 1; Ringmauerweg 8; Ringmauerweg 7; Ringmauerweg 5; Ringmauerweg 13.
Es ist ein nahezu vollständig erhaltener Bering aus Bruchstein, um 1470 unter Bischof Wilhelm von Reichenau in der heutigen Form unter Einbeziehung älterer Tore und Mauerteile erbaut, mit Stadttoren im Osten und Westen, Auslasspforten des 19. Jahrhunderts im Norden und Süden, so das Marientor, um 1950 wieder aufgerichtet, mit 12 Wehrtürmen und Wehrmauer mit Wehrgang.
Der ehemalige Wallgraben (Wallgraben, Stadtmauer und Stadtmauerabschnitte der Oberen Stadt, mit Schießscharten und gedecktem Wehrgang) ist in beträchtlichen Abschnitten ebenfalls erhalten; siehe unter folgenden Adressen:
- Nähe Badturmgasse
- Nähe Dr.-Grabmann-Platz
- Nähe Landsknechtsweg
- Nähe Forstergasse
- Nähe Ringmauerweg

Die Tore und 13 Wehrtürme der Stadtmauer im Uhrzeigersinn beginnend beim Gredinger Tor:

| Lage                                          | Objekt                                  | Beschreibung | Akten-Nr.                       | Bild                  |
| --------------------------------------------- | --------------------------------------- | --- | ------------------------------- | --------------------- |
| Reichenauplatz 13; Uferpromenade 1 (Standort) | Stadttor, sogenanntes Gredinger Tor     | Viergeschossiger Torturm mit giebelständigem Satteldach und geböschtem Erdgeschoss, an der Feldseite Vortor, dreigeschossiger Halbwalmdachbau, zweite Hälfte 15. Jahrhundert, 1819 nach Blitzschlag teilweise erneuert | D-3-73-112-76 Wikidata          | weitere Bilder        |
| Ringmauerweg 4 (Standort)                     | Sogenannter Biersiederturm              | Dreigeschossiger Zeltdachbau mit Eckquadern, stadtseitig Fachwerkwand | D-3-73-112-1 zugehörig Wikidata | weitere Bilder        |
| Ringmauerweg 5 (Standort)                     | Sogenannter Frauenturm                  | Fünfgeschossiger Turm mit Zeltdach | D-3-73-112-1 zugehörig Wikidata | weitere Bilder        |
| Nähe Ringmauerweg (Standort)                  | Ehemaliger Wallgraben                   | | D-3-73-112-1 zugehörig Wikidata | Ehemaliger Wallgraben |
| Ringmauerweg 7 (Standort)                     | Sogenannter Chinesenturm                | Rundturm mit gebrochenem Kegeldach | D-3-73-112-1 zugehörig Wikidata | weitere Bilder        |
| Ringmauerweg 8 (Standort)                     | Storchen- oder Pulverturm               | Siebengeschossiger quadratischer Turm mit gebrochenem Zeltdach und Eckquadern | D-3-73-112-1 zugehörig Wikidata | weitere Bilder        |
| Ringmauerweg 9 (Standort)                     | Sogenannter Baumer- oder Dachsenturm    | Fünfgeschossiger Zeltdachbau | D-3-73-112-1 zugehörig Wikidata | weitere Bilder        |
| Ringmauerweg 13 (Standort)                    | Sogenannter Arrestturm                  | Zweigeschossiger und traufständiger Satteldachbau mit verputztem Obergeschoss | D-3-73-112-1 zugehörig Wikidata | weitere Bilder        |
| Pettenkoferplatz 9 (Standort)                 | Torturm, sogenanntes Mittleres Stadttor | Viergeschossiger und traufständiger Satteldachbau mit spitzbogige Durchfahrt und Türmerwohnung, landseitig mit zweigeschossigem Vortor mit Walmdach und Reliefs, Quadermauerwerk, Anfang 15. Jahrhundert               | D-3-73-112-56 Wikidata          | weitere Bilder        |
| Nähe Badturmgasse (Standort)                  | Ehemaliger Wallgraben                   | | D-3-73-112-1 zugehörig          | Ehemaliger Wallgraben |
| Badturmgasse 1 (Standort)                     | Ziegelturm, sogenannter Allioturm       | Viergeschossiger Turm mit Schießscharten und Zeltdach | D-3-73-112-1 zugehörig Wikidata | weitere Bilder        |
| Badturmgasse 3 (Standort)                     | Pröllturm, sogenannter Schießturm       | Viergeschossiger und traufständiger Satteldachbau über der Stadtmauer | D-3-73-112-1 zugehörig Wikidata | weitere Bilder        |
| Badturmgasse 6 (Standort)                     | Badturm                                 | Rundbau mit Kegeldach | D-3-73-112-1 zugehörig Wikidata | weitere Bilder        |
| Nähe Dr.-Grabmann-Platz (Standort)            | Ehemaliger Wallgraben                   | | D-3-73-112-1 zugehörig          | weitere Bilder        |
| Landsknechtsweg 1 (Standort)                  | Pfeifenschneiderturm                    | Halbrunder Turm mit zweigeschossigem Wohnhauseinbau mit Pultdach, 18./19. Jahrhundert | D-3-73-112-1 zugehörig Wikidata | weitere Bilder        |
| Landsknechtsweg 5 (Standort)                  | Sogenannter Bildhauerturm               | Dreigeschossiger und traufständiger Satteldachbau mit vorkragendem Oberbau | D-3-73-112-1 zugehörig Wikidata | weitere Bilder        |
| Nähe Landsknechtsweg (Standort)               | Ehemaliger Wallgraben                   | | D-3-73-112-1 zugehörig          | Ehemaliger Wallgraben |
| Forstergasse 6 (Standort)                     | Amtsknechtsturm                         | Sechsgeschossiger Zeltdachbau | D-3-73-112-1 zugehörig Wikidata | weitere Bilder        |
| Forstergasse 1 (Standort)                     | Schmidweberturm                         | Viergeschossiger halbrunder Schalenturm mit eingebautem zweigeschossigen Wohnhaus mit Pultdach, 15.–18. Jahrhundert | D-3-73-112-1 zugehörig Wikidata | weitere Bilder        |
| Nähe Forstergasse (Standort)                  | Ehemaliger Wallgraben                   | | D-3-73-112-1 zugehörig          | Ehemaliger Wallgraben |

### Stadtbefestigung der Vorstadt
Bis auf die Nordostecke nahezu vollständig erhaltener dreiseitiger Bering, errichtet in seiner heutigen Form um 1470 unter Bischof Wilhelm von Reichenau, mit niedriger Mauer, zwei Torhäusern und Mauer-Teilstücken.
Siehe unter folgenden Adressen:
| Lage                              | Objekt                                                  | Beschreibung | Akten-Nr.                         | Bild                          |
| --------------------------------- | ------------------------------------------------------- | --- | --------------------------------- | ----------------------------- |
| Nähe Bahnhofstraße (Standort)     | Stadtbefestigung der Vorstadt                           | Rest des Mauerring in reduzierter Höhe | D-3-73-112-298 zugehörig Wikidata | BW                            |
| Nähe Gößweingasse (Standort)      | Stadtbefestigung der Vorstadt                           | Rest des Mauerring in reduzierter Höhe | D-3-73-112-298 zugehörig Wikidata | BW                            |
| Nähe Pfarrgasse (Standort)        | Stadtbefestigung der Vorstadt                           | | D-3-73-112-298 zugehörig Wikidata | Stadtbefestigung der Vorstadt |
| Nähe St.-Lorenz-Straße (Standort) | Stadtbefestigung der Vorstadt                           | Rest des Mauerring in reduzierter Höhe | D-3-73-112-298 zugehörig Wikidata | Stadtbefestigung der Vorstadt |
| Bahnhofstraße 40 (Standort)       | Sogenanntes Krapfentor                                  | Nördliches Stadttor der Vorstadt, dreigeschossiger Torturm mit Steildach, rundbogiger Durchfahrt und spitzbogiger Fußgängerpforte, um 1350, Pforte 19. Jahrhundert | D-3-73-112-16 Wikidata            | weitere Bilder                |
| Sankt-Lorenz-Straße 23 (Standort) | Sogenanntes Siechentor, südliches Stadttor der Vorstadt | Zweigeschossiges Torhaus mit Walmdach, Ecklaube und rundbogiger Durchfahrt mit Bohlendecke und Putzrustika, im Kern 13. Jahrhundert                                | D-3-73-112-95 Wikidata            | weitere Bilder                |

## Baudenkmäler nach Gemeindeteilen

### Berching
| Lage                                                                    | Objekt                                                          | Beschreibung | Akten-Nr.                         | Bild                                  |
| ----------------------------------------------------------------------- | --------------------------------------------------------------- | --- | --------------------------------- | ------------------------------------- |
| Bahnhofstraße, vor Nr. 2 (Standort)                                     | Marktbrunnen                                                    | Neugotischer Laufbrunnen mit rechteckigem Becken, Gusseisen, bezeichnet mit dem Jahr „1878“ | D-3-73-112-9 Wikidata             | weitere Bilder                        |
| Bahnhofstraße 2 (Standort)                                              | Pfarrhaus                                                       | Zweigeschossiger Eckbau mit Flachsatteldach, Schweifgiebel, Kastenerker und Wappentafel, bezeichnet mit „1617“ | D-3-73-112-8 Wikidata             | weitere Bilder                        |
| Bahnhofstraße 6 (Standort)                                              | Ehemaliges Wohnstallhaus                                        | Zweigeschossiges Oberpfälzer Bänderhaus in Ecklage mit giebelständigem Satteldach, Ladeluken und Ausleger, 1693 | D-3-73-112-10 Wikidata            | weitere Bilder                        |
| Bahnhofstraße 10 (Standort)                                             | Ehemaliger Gasthof                                              | Zweigeschossiges und giebelständiges Wohnstallhaus mit Satteldach, Ladeluken, Ausleger und dreischiffiger gewölbter Kelleranlage, 1726 | D-3-73-112-220 Wikidata           | weitere Bilder                        |
| Bahnhofstraße 12 (Standort)                                             | Bauinschrift des ehemaligen Gasthauses zur Eiche                | Bezeichnet mit dem Jahr „1555“, an der Fassade des Wohnhauses | D-3-73-112-11 Wikidata            | weitere Bilder                        |
| Bahnhofstraße 19, an der Gößweingasse (Standort)                        | Ehemaliges Gasthaus                                             | Zweigeschossiger und giebelständiger Steildachbau mit Ladeluken, Ausleger, 17. Jahrhundert, Madonnenrelief, bezeichnet mit „1744“ | D-3-73-112-12 Wikidata            | weitere Bilder                        |
| Bahnhofstraße 28 (Standort)                                             | Zugehöriger Steinstadel                                         | Zweigeschossiger und traufständiger Steildachbau aus Bruchstein, 16. Jahrhundert | D-3-73-112-13 Wikidata            | Zugehöriger Steinstadel               |
| Bahnhofstraße 31 (Standort)                                             | Villa                                                           | Zweigeschossiger Walmdachbau mit Putzrahmung, Erker, Altane und Zwerchgiebel, 1929–30 | D-3-73-112-14 Wikidata            | Villa                                 |
| Bahnhofstraße 33 (Standort)                                             | Ehemaliges Bahnhofsgebäude                                      | Eingeschossiger Mansardwalmdachbau mit Quadermauerwerk, Schuppenanbau als eingeschossiger Walmdachbau, 1888 | D-3-73-112-15 Wikidata            | weitere Bilder                        |
| Bindergasse 6; Nähe Bindergasse (Standort)                              | Gartenmauer des Propstgartens mit Tür                           | Hausteinrahmen und Türblatt, 17. Jahrhundert | D-3-73-112-17 Wikidata            | Gartenmauer des Propstgartens mit Tür |
| Bräugasse 1 (Standort)                                                  | Bürgerhaus                                                      | Zweigeschossiger und giebelständiger Steildachbau mit Aufzugsöffnung, im Kern 15. Jahrhundert | D-3-73-112-223 Wikidata           | weitere Bilder                        |
| Burggriesbacher Straße 10 (Standort)                                    | Mühlengebäude der Kreuzmühle                                    | Zweigeschossiger und giebelständiger Steildachbau mit Ladeluken und Ausleger, im Kern 15. Jahrhundert | D-3-73-112-19 Wikidata            | Mühlengebäude der Kreuzmühle          |
| Dr.-Grabmann-Platz 1 (Standort)                                         | Katholische Pfarrkirche Mariä Himmelfahrt                       | Saalbau mit Ostturm und Putzgliederungen, ursprünglich frühgotische Chorturmanlage, Seitenkapellen 1519, 1661–63 Reparaturen, 1684–85 Umbau durch Johann Baptist Camesino, Erweiterungsbau 1755–58 durch Maurizio Pedetti; mit Ausstattung (siehe auch: Epitaph für Georg Keller und seine Gemahlin Helena Sauerzapf) | D-3-73-112-21 Wikidata            | weitere Bilder                        |
| Dr.-Grabmann-Platz 4 (Standort)                                         | Haustür                                                         | Dreifeldriges Türblatt mit eingeschobenen Füllungen, Schnitzereien und Oberlicht, Türrahmen mit Dreiecksgiebel, wohl 19. Jahrhundert | D-3-73-112-22 Wikidata            | weitere Bilder                        |
| Dr.-Grabmann-Platz 13 (Standort)                                        | Ehemaliges Knabenschulhaus                                      | Zweigeschossiger und giebelständiger Satteldachbau mit Sohlbankgesimsen, 1850 Holzlege, eingeschossiger Pultdachbau, spätes 19. Jahrhundert, an Stadtmauer angebaut | D-3-73-112-219 Wikidata           | weitere Bilder                        |
| Eglesspitz (Standort)                                                   | Kilometerstein 5                                                | Bestandteil des Ludwig-Donau-Main-Kanals, Naturstein, 1836–45 | D-3-73-112-215 Wikidata           | weitere Bilder                        |
| Forstergasse 5 (Standort)                                               | Ehemaliges Amtshaus                                             | Zweigeschossiger und traufständiger Satteldachbau mit Ausleger, bezeichnet mit dem Jahr „1785“, im Kern vor 1693 | D-3-73-112-29 Wikidata            | weitere Bilder                        |
| Forstergasse 8 (Standort)                                               | Ehemaliges Handwerkerhaus                                       | Zweigeschossiger und giebelständiger Kopfbau mit Satteldach und verputztem Fachwerkgiebel, 18. Jahrhundert | D-3-73-112-221 Wikidata           | weitere Bilder                        |
| Gredinger Straße 2 (Standort)                                           | Mühlengebäude der ehemaligen Gewürzmühle                        | Zweigeschossiger Steildachbau mit Ladeluken, Ausleger und Putzbänderung, im Kern 16. Jahrhundert | D-3-73-112-18 Wikidata            | weitere Bilder                        |
| Hubstraße 3 (Standort)                                                  | Wohnhaus mit Schmiede                                           | Breitgelagerter zweigeschossiger und giebelständiger Flachsatteldachbau, vor 1693 | D-3-73-112-31 Wikidata            | weitere Bilder                        |
| Hubstraße 6 (Standort)                                                  | Bürgerhaus                                                      | Zweigeschossiger und traufständiger Steildachbau in Ecklage, mit Erker und Fachwerkgiebel, 17./18. Jahrhundert | D-3-73-112-32 Wikidata            | weitere Bilder                        |
| Hubstraße 9 (Standort)                                                  | Torso eines Kruzifixes                                          | Steinrelief, 16. Jahrhundert; an der Traufseite des Lagerhauses eingemauert | D-3-73-112-33 Wikidata            | weitere Bilder                        |
| Johannesbrücke (Standort)                                               | Johannesbrücke                                                  | Zweijochige Bogenbrücke, Spornvorlage, Quadermauerwerk, 1921, Steinbrücke Brückenfigur heiliger Johannes Nepomuk, Sandstein, spätbarock, bezeichnet mit „1734“ | D-3-73-112-36 Wikidata            | weitere Bilder                        |
| Johannesbrücke 1 (Standort)                                             | Ehemaliges Heiliggeist-Spital, heute Stadtbibliothek            | 1354 gegründet, Spitalbau, zweigeschossiger und traufständiger Halbwalmdachbau, 16. Jahrhundert, mit ehemaliger Spitalkapelle Heiliger Geist, heute Lesesaal, rechteckiger Saalbau, wohl zweite Hälfte 16. Jahrhundert, über älterem Kern, im 17./18. Jahrhundert umgestaltet, 1873 erneuert | D-3-73-112-34 Wikidata            | weitere Bilder                        |
| Johannesbrücke 2 (Standort)                                             | Ehemaliges Bürgerhaus, jetzt Heimatmuseum                       | Zweigeschossiger Walmdachbau mit Putzrahmungen, um 1810 | D-3-73-112-35 Wikidata            | weitere Bilder                        |
| Johannesbrücke 5 (Standort)                                             | Gasthof Zur Post                                                | Ehemaliger Meierhof der Herren von Berchingen, zweigeschossige Vierflügelbau mit Mansardwalmdach, Putzgliederungen und Aufzugsgaube, bezeichnet mit „1736“ | D-3-73-112-7 Wikidata             | weitere Bilder                        |
| Kalvarienberg; Kellerhölzelweg (Standort)                               | Kreuzweg, 1884                                                  | Hochkreuz mit Christus im Viernageltypus und der trauernden Maria, Gusseisen, vergoldet 14 Steinsäulen mit gusseisernen Relieftafeln von Malermeister Johann Betz | D-3-73-112-293 Wikidata           | weitere Bilder                        |
| Klostergasse, an der Sulzbrücke, vor Nr. 5 (Standort)                   | Bildstock, sogenanntes Georgsmarterl                            | Auf gegliedertem Sockel, mit stichbogiger Bildnische, Reliefbild, Satteldach und Giebelaufsatz, neugotisch, 19./20. Jahrhundert | D-3-73-112-41 Wikidata            | weitere Bilder                        |
| Klostergasse 3a (Standort)                                              | Ehemalige Franziskanerkirche, jetzt Jugendheim Pettenkofer-Haus | Giebelständiger Satteldachbau mit eingezogenem Chor, Vorzeichen und Dachreiter, bezeichnet mit dem Jahr „1723“ | D-3-73-112-39 Wikidata            | weitere Bilder                        |
| Klostergasse 5 (Standort)                                               | Ehemaliges Schulschwesternhaus                                  | Dreigeschossiger Walmdachbau, 18. Jahrhundert, mit Hauskapelle Heilige Drei Könige, geweiht 1852; mit Ausstattung | D-3-73-112-40 Wikidata            | weitere Bilder                        |
| Klostergasse 10 (Standort)                                              | Wohnhaus                                                        | Zweigeschossiger und traufständiger Steildachbau, um 1693 | D-3-73-112-42 Wikidata            | weitere Bilder                        |
| Klostergasse 11 (Standort)                                              | Ehemaliges Wohnstallhaus                                        | eingeschossiger, verputzter Bruchsteinbau mit steilem Satteldach, 1793 (dendrochronologisch datiert) | D-3-73-112-304 Wikidata           | Ehemaliges Wohnstallhaus              |
| Kupferschmiedgasse 3 (Standort)                                         | Ehemaliger Stadel, jetzt Wohnhaus                               | Eingeschossiger und traufständiger Satteldachbau mit Fachwerkgiebel an der Stadtmauerseite, 17. Jahrhundert | D-3-73-112-43 Wikidata            | weitere Bilder                        |
| Ludwig-Donau-Main-Kanal (Standort)                                      | Schleuse 23, Bestandteil des Ludwig-Donau-Main-Kanals           | Kammerschleuse, Naturstein, 1836–45. | D-3-73-112-287 Wikidata           | weitere Bilder                        |
| Ludwig-Donau-Main-Kanal (Standort)                                      | Abschnitt des Ludwig-Donau-Main-Kanals                          | Künstlich angelegte Wasserstraße zwischen Kelheim und Bamberg auf einer Länge von 173 km mit ehemals 100 Schleusen, zahlreichen wasser- und schifffahrtstechnischen Anlagen und Gebäuden zur Herstellung eines durchgehenden Wasserweges zwischen Nordsee und dem Schwarzen Meer, auf Veranlassung König Ludwigs I. von Bayern durch Heinrich Freiherr von Pechmann, 1836–45. | D-3-73-112-103 Wikidata           | weitere Bilder                        |
| Ludwig-Donau-Main-Kanal (Standort)                                      | Bachdurchlass                                                   | um 1840. | D-3-73-112-103 zugehörig Wikidata | weitere Bilder                        |
| Ludwig-Donau-Main-Kanal (Standort)                                      | Brücke                                                          | gemauerte Auflager, um 1840. | D-3-73-112-103 zugehörig Wikidata | weitere Bilder                        |
| Ludwig-Donau-Main-Kanal (Standort)                                      | Lände, Kaimauern                                                | um 1840. | D-3-73-112-103 zugehörig Wikidata | weitere Bilder                        |
| Ludwig-Donau-Main-Kanal (Standort)                                      | Schleuse 24, Bestandteil des Ludwig-Donau-Main-Kanals           | Kammerschleuse, Sandstein, 1836–45. | D-3-73-112-288 Wikidata           | weitere Bilder                        |
| Mariahilfstraße (Standort)                                              | Bildstock St. Marien                                            | Pfeiler mit Säulentabernakel und Dreiecksgiebel, 17./18. Jahrhundert | D-3-73-112-47 Wikidata            | Bildstock St. Marien                  |
| Maria-Hilf-Straße 35 und 37 (Standort)                                  | Ehemaliges Siechenhaus mit Kapelle                              | 1354 Stiftung eines Sondersiechenhauses, nach Zerstörung im Dreißigjährigen Krieg 1692–96 erneuert Katholische Kapelle St. Cäcilia (und Ottilia), ehemalige Siechenhauskapelle, Saalbau mit eingezogener, gerade schließender Apsis (innen gerundet), Vorzeichen und Glockendachreiter, um 1545, mit Ausstattung Ehemaliges Siechenhaus, jetzt Zimmerei, zweigeschossiges und giebelständiges Bänderhaus mit Satteldach, im Kern 16. Jahrhundert, bezeichnet mit „1692“ (modern verändert) Reste der Einfriedungsmauer mit stichbogigen Nischen, wohl Ende 17. Jahrhundert | D-3-73-112-48 Wikidata            | weitere Bilder                        |
| Maria-Hilf-Straße 62 (Standort)                                         | Katholische Wallfahrtskirche Mariahilf                          | Saalkirche mit eingezogener gerundeter Apsis, Glockendachreiter, Zwerchgiebel und Säulenportal, klassizistisch, bezeichnet mit „1796“; mit Ausstattung. Fresken Verkündigung im Chor und Marienkrönung im Langhaus des Kunstmalers Josef Wittmann 1946 | D-3-73-112-49 Wikidata            | weitere Bilder                        |
| Mühlbach (Standort)                                                     | Marktbrunnen                                                    | Laufbrunnen mit achteckigem Becken, kanneliertem Brunnenstock und Zieraufsatz, Gusseisen, um 1870/80 | D-3-73-112-83 Wikidata            | weitere Bilder                        |
| Mühlgasse 4; Nähe Mühlgasse (Standort)                                  | Ehemalige Krausmühle                                            | Zweigeschossiger und traufständiger Mansarddachbau, wohl 17./18. Jahrhundert, mit Mansarddach | D-3-73-112-50 Wikidata            | weitere Bilder                        |
| Mühlgasse 4; Nähe Mühlgasse (Standort)                                  | Ehemaliger Pfarr-Zehentstadel                                   | Giebelständiger Mansarddachbau, 17./18. Jahrhundert | D-3-73-112-50 zugehörig Wikidata  | weitere Bilder                        |
| Nähe Johannesbrücke (Standort)                                          | Brückenkapelle St. Johannes                                     | Eingeschossiger Zeltdachbau mit dorischer Putzgliederung, um 1700; mit Ausstattung | D-3-73-112-37 Wikidata            | weitere Bilder                        |
| Neumarkter Straße 6 (Standort)                                          | Katholische Friedhofskapelle                                    | Traufständiger Satteldachbau mit offenen Arkaden, Zwerchgiebel, Leichenhaus und Glockendachreiter, Mitte 19. Jahrhundert; mit Ausstattung | D-3-73-112-51 Wikidata            | weitere Bilder                        |
| Pettenkoferplatz (Standort)                                             | Kriegerdenkmal für die Gefallenen von 1866 und 1870/71          | Säule mit Löwenfigur, Inschriften und Kapitell auf gestuftem Sockel, Sandstein, Anfang 20. Jahrhundert | D-3-73-112-62 Wikidata            | weitere Bilder                        |
| Pettenkoferplatz 3 (Standort)                                           | Gasthof zur blauen Traube                                       | Zweigeschossiger und giebelständiger Steildachbau mit Erker, Ladeluken und Ausleger, 17./18. Jahrhundert, Wirtshausschild, 19. Jahrhundert | D-3-73-112-53 Wikidata            | weitere Bilder                        |
| Pettenkoferplatz 6 (Standort)                                           | Wohnhaus                                                        | Zweigeschossiger und giebelständiger Satteldachbau mit Stichbogenfenstern und neugotischer Hausmadonna, im Kern 17. Jahrhundert, Umbauten zweite Hälfte 19. Jahrhundert | D-3-73-112-54 Wikidata            | weitere Bilder                        |
| Pettenkoferplatz 8 (Standort)                                           | Nördlicher Flankenbau des Torturms                              | Dreigeschossiger und traufständiger Steildachbau mit vorkragendem Fachwerkobergeschoss und Zwerchhaus mit Ladeluken und Ausleger, 16. Jahrhundert | D-3-73-112-55 Wikidata            | weitere Bilder                        |
| Pettenkoferplatz 10 (Standort)                                          | Südlicher Flankenbau des Torturms                               | Zweigeschossiger und traufständiger Satteldachbau mit vorkragendem Fachwerkobergeschoss, erneuerte Inschrift bezeichnet das Jahr „1590“ | D-3-73-112-57 Wikidata            | weitere Bilder                        |
| Pettenkoferplatz 12 (Standort)                                          | Rathaus, ehemaliges Haus der Pettenkofer                        | Dreigeschossiger Mansardwalmdachbau mit Gesimsgliederungen und Putzrahmungen, Ende 17. Jahrhundert, seit 1795 Rathaus Nebengebäude, zweigeschossiger und traufständiger Walmdachbau, 17./18. Jahrhundert | D-3-73-112-58 Wikidata            | weitere Bilder                        |
| Pettenkoferplatz 16 (Standort)                                          | Ehemaliges Baderhaus                                            | Zweigeschossiges und giebelständiges Eckhaus mit Satteldach und Schweifgiebel, 1693 | D-3-73-112-59 Wikidata            | weitere Bilder                        |
| Pettenkoferplatz 18 (Standort)                                          | Ehemaliges Weingasthaus, jetzt Apotheke                         | Dreigeschossiger und giebelständiger Steildachbau mit Ladeluken, zwei Erkern und Nischenfigur, rückseitig dreigeschossige Holzaltanen, 1681 Stadel, eingeschossiger und giebelständiger Krüppelwalmdachbau mit Zierfachwerkgiebel und Schopfdächlein aus Blech, wohl 18. Jahrhundert | D-3-73-112-60 Wikidata            | weitere Bilder                        |
| Pettenkoferplatz 19 (Standort)                                          | Nischenfigur                                                    | Christusbüste, farbig gefasst, 18. Jahrhundert; über dem Eingang | D-3-73-112-61 Wikidata            | weitere Bilder                        |
| Pfarrgasse 3 (Standort)                                                 | Wohnstallhaus                                                   | Eingeschossiger und giebelständiger Frackdachbau mit zweigeschossigem Zwerchbau, Ladeluken und Ausleger, 1820–30 | D-3-73-112-217 Wikidata           | weitere Bilder                        |
| Probststraße 5;Ringmauerweg 3 (Standort)                                | Stadel                                                          | Giebelständiger Steildachbau mit Treppengiebel und Ladeluken, um 1461 | D-3-73-112-64 Wikidata            | weitere Bilder                        |
| Probststraße 11 (Standort)                                              | Stadel                                                          | Giebelständiger Satteldachbau mit Fachwerkobergeschoss, 17. Jahrhundert | D-3-73-112-63 Wikidata            | weitere Bilder                        |
| Reichenauplatz 1 (Standort)                                             | Wohnhaus                                                        | Zweigeschossiger und giebelständiger Eckbau mit Steildach, Ausleger, Ladeluken und Erker mit Treppengiebel, rückwärtig Holzlaube, 17. Jahrhundert, im Kern älter | D-3-73-112-65 Wikidata            | weitere Bilder                        |
| Reichenauplatz 2 (Standort)                                             | Wohnhaus                                                        | Zweigeschossiger und traufständiger Satteldachbau mit geschweiftem Zwerchhaus, 18. Jahrhundert | D-3-73-112-66 Wikidata            | weitere Bilder                        |
| Reichenauplatz 4 (Standort)                                             | Bürgerhaus                                                      | Dreigeschossiger und giebelständiger Steildachbau mit Treppengiebel, Spornnerker, Ladeluken, Ausleger und Wappen, 15. Jahrhundert | D-3-73-112-67 Wikidata            | weitere Bilder                        |
| Reichenauplatz 5 (Standort)                                             | Gasthof                                                         | Zweigeschossiger und giebelständiger Satteldachbau mit Ladeluken, Ausleger und traufseitigen Schwibbögen, wohl 17. Jahrhundert | D-3-73-112-68 Wikidata            | weitere Bilder                        |
| Reichenauplatz 6 (Standort)                                             | Ehemaliges Kastneramt                                           | Dreigeschossiger Flachsatteldachbau mit Schweifgiebel, im Kern spätgotisch | D-3-73-112-69 Wikidata            | weitere Bilder                        |
| Reichenauplatz 7 (Standort)                                             | Bürgerhaus, sogenanntes Herrler`sches Haus                      | Zweigeschossiger und giebelständiger, gestelzter Flachsatteldachbau mit Ausleger, Ladeluken und Giebelmauer mit Aufsätzen, 15. Jahrhundert | D-3-73-112-70 Wikidata            | weitere Bilder                        |
| Reichenauplatz 8 (Standort)                                             | Bürgerhaus                                                      | Zweigeschossiger und giebelständiger Steildachbau mit Fachwerkgiebel und Ladeluken, 18. Jahrhundert | D-3-73-112-71 Wikidata            | weitere Bilder                        |
| Reichenauplatz 9 (Standort)                                             | Bürgerhaus                                                      | Zweigeschossiges und giebelständiges Bänderhaus mit Satteldach, 18. Jahrhundert, im Kern älter | D-3-73-112-72 Wikidata            | weitere Bilder                        |
| Reichenauplatz 10 (Standort)                                            | Wohnhaus                                                        | Zweigeschossiger und giebelständiger Satteldachbau mit Ladeluken und Ausleger, 18. Jahrhundert, im Kern älter | D-3-73-112-73 Wikidata            | weitere Bilder                        |
| Reichenauplatz 11 (Standort)                                            | Bürgerhaus                                                      | Zweigeschossiges und giebelständiges Eckhaus mit Satteldach, Fachwerkgiebel und Ladeluken, 18. Jahrhundert | D-3-73-112-74 Wikidata            | weitere Bilder                        |
| Reichenauplatz 12, an der Stadtmauer neben dem Gredinger Tor (Standort) | Bürgerhaus                                                      | Zweigeschossiges und giebelständiges Eckhaus mit Steildach, 18. Jahrhundert | D-3-73-112-75 Wikidata            | weitere Bilder                        |
| Reichenauplatz 16 (Standort)                                            | Ehemalige Vogtei, später Engelwirt                              | Zweigeschossiger und giebelständiger Steildachbau mit Ladeluken und Ausleger, 17. Jahrhundert | D-3-73-112-77 Wikidata            | weitere Bilder                        |
| Reichenauplatz 17 (Standort)                                            | Ehemaliges Propstamt                                            | Zweigeschossiger Eckbau mit Halbwalmdach, Gesimsgliederungen, bischöflichem Wappen und gotischer Marienfigur Anfang 16. Jahrhundert Stadel, traufständiger Satteldachbau, 18. Jahrhundert | D-3-73-112-78 Wikidata            | weitere Bilder                        |
| Reichenauplatz 18 (Standort)                                            | Wohnhaus                                                        | Zweigeschossiger und giebelständiger Steildachbau in Ecklage, mit Ladeluken und Ausleger, 17./18. Jahrhundert | D-3-73-112-79 Wikidata            | weitere Bilder                        |
| Reichenauplatz 22 (Standort)                                            | Gasthaus                                                        | Zweigeschossiger und giebelständiger Satteldachbau mit Ladeluken und Ausleger, im Kern spätmittelalterlich, am Türsturz bezeichnet mit „1713“ | D-3-73-112-81 Wikidata            | weitere Bilder                        |
| Reichenauplatz 23 (Standort)                                            | Vesperbild                                                      | Pietà in einer Fassadennische, farbig gefasst, 18. Jahrhundert | D-3-73-112-82 Wikidata            | weitere Bilder                        |
| Ringmauerweg 6 (Standort)                                               | Wohnhaus                                                        | Zweigeschossiger und traufständiger Steildachbau mit seitlichen Pultdachannexen, spätestens im frühen 19. Jahrhundert in die Stadtmauer eingebaut | D-3-73-112-87 Wikidata            | weitere Bilder                        |
| Nähe Schmiedstraße, zwischen Nr. 4 und Nr. 6 (Standort)                 | Steinstadel                                                     | Giebelständiger Satteldachbau mit Ausleger, Ladeluken und Quadermauerwerk, 17./18. Jahrhundert | D-3-73-112-97 Wikidata            | weitere Bilder                        |
| Schmiedstraße 1 (Standort)                                              | Wohnhaus, ehemaliger Hubhof                                     | Breit gelagerter zweigeschossiger und giebelständiger Flachsatteldachbau in Ecklage, mit Ladeluken, im Kern 1553/55 (dendrochronologisch datiert), im Türsturz bezeichnet mit „1791“ | D-3-73-112-96 Wikidata            | weitere Bilder                        |
| Schmiedstraße 8 (Standort)                                              | Stadel                                                          | Giebelständiger Krüppelwalmdachbau mit Fachwerkgiebeln, wohl 16. Jahrhundert | D-3-73-112-98 Wikidata            | weitere Bilder                        |
| Schulstraße 8 (Standort)                                                | Bürgerhaus                                                      | Eingeschossiger und giebelständiger Satteldachbau mit verputztem Fachwerkgiebel und Ladeluke, 18. Jahrhundert | D-3-73-112-99 Wikidata            | weitere Bilder                        |
| Schwimmbadweg 3 und 4 (Standort)                                        | Ehemalige Stampfermühle                                         | Zweigeschossiger Steildachbau mit Treppengiebel, bezeichnet mit „1625“ Stadel, Steildachbau mit Fachwerkgiebel und Quadermauerwerk, 17. Jahrhundert | D-3-73-112-100 Wikidata           | weitere Bilder                        |
| Im Stadtfeld (Standort)                                                 | Bildstock                                                       | Mächtiges giebelständiges Gehäuse mit Satteldach und rundbogiger Nische, mit Relief einer Kreuzigungsgruppe, Mitte 15. Jahrhundert, Bemalungsreste aus späterer Zeit | D-3-73-112-214 Wikidata           | weitere Bilder                        |
| Stadtschreibergasse 14 (Standort)                                       | Wohnhaus                                                        | Eingeschossiger und giebelständiger Satteldachbau, am Türstock bezeichnet mit „1798“ | D-3-73-112-102 Wikidata           | weitere Bilder                        |
| Sankt-Lorenz-Straße 2 (Standort)                                        | Katholische Kirche St. Lorenz                                   | 883–1519 Pfarrkirche der Stadt, Wandpfeilerkirche mit Chorturm, Langhaus romanisch, zwischen 1060 und Ende 12. Jahrhundert, Chorturm 13. Jahrhundert, Umgestaltungen um 1500 und 1680–85 durch Johann Baptist Camesino, Turmaufbau Ende 16. Jahrhundert, Turmumgestaltung 1788 durch Maurizio Pedetti; mit Ausstattung Ehemalige Bekrönungskugel mit Wetterfahne und Schaft des Pfarrkirchenturms, 1756 Schmiedeeiserne Grabkreuze im ehemaligen Friedhof, 18. und 19. Jahrhundert, südlich der Kirche nach Restaurierung 2008 neu aufgestellt Ehemalige Friedhofskapelle St. Michael, heute Kriegergedächtnisstätte, rundbogig schließendes Gehäuse mit Pilasterrahmen und Schmiedeeisengittern, 1701–03 nach Plänen von Anton Antrieto anstelle eines Karners errichtet Ölbergkapelle, giebelständiger Flachsatteldachbau mit Treppengiebel und Nischenarchitektur, 19. Jahrhundert mit Ölberggruppe erste Hälfte 16. Jahrhundert Abschnitt der Friedhofsmauer, Bruchstein, 17./18. Jahrhundert | D-3-73-112-92 Wikidata            | weitere Bilder                        |
| Sankt-Lorenz-Straße 14 (Standort)                                       | Wirtshausausleger mit goldener Krone im Kranz                   | Schmiedeeisen, 19. Jahrhundert | D-3-73-112-94 Wikidata            | weitere Bilder                        |
| Herrlberg (Standort)                                                    | Ehemaliger Weinberg des Klosters Plankstetten                   | seit dem Spätmittelalter bewirtschaftet, später Streuobstgärten, terrassierte Anlage mit Trockenmauern aus Bruchstein, 15.-19. Jahrhundert | D-3-73-112-302 Wikidata           | weitere Bilder                        |

### Altmannsberg
| Lage                      | Objekt                                           | Beschreibung | Akten-Nr.               | Bild           |
| ------------------------- | ------------------------------------------------ | --- | ----------------------- | -------------- |
| Altmannsberg 1 (Standort) | Katholische Filialkirche St. Johannes und Paulus | Saalbau mit Ostturm und Vorzeichen, 13. Jahrhundert, Umgestaltung 14./15. und 18. Jahrhundert; mit Ausstattung Friedhofsmauer, vor 1800 | D-3-73-112-104 Wikidata | weitere Bilder |

### Butzenberg
| Lage                    | Objekt                  | Beschreibung                                                                                | Akten-Nr.               | Bild                    |
| ----------------------- | ----------------------- | ------------------------------------------------------------------------------------------- | ----------------------- | ----------------------- |
| Butzenberg 2 (Standort) | Wohnstallhaus           | Eingeschossiger Steildachbau mit Fachwerkgiebel, 1805 (dendrochronologisch datiert)         | D-3-73-112-107 Wikidata | Wohnstallhaus           |
| Butzenberg 2 (Standort) | Ehemaliger Zehentstadel | Zweigeschossige Durchfahrtsscheune mit Steildach und Ladeluken, Bruchstein, 17. Jahrhundert | D-3-73-112-106 Wikidata | Ehemaliger Zehentstadel |

### Dietersberg
| Lage                      | Objekt                | Beschreibung                                                                               | Akten-Nr.               | Bild           |
| ------------------------- | --------------------- | ------------------------------------------------------------------------------------------ | ----------------------- | -------------- |
| In Dietersberg (Standort) | Dorfkapelle Mariahilf | Dreiseitig schließender Saalbau mit Satteldach und Giebeldachreiter, 1797; mit Ausstattung | D-3-73-112-108 Wikidata | weitere Bilder |

### Eglasmühle
| Lage                     | Objekt                | Beschreibung | Akten-Nr.               | Bild           |
| ------------------------ | --------------------- | --- | ----------------------- | -------------- |
| Eglasmühle 4 (Standort)  | Wohnstallhaus         | Zweigeschossiger und traufständiger Flachsatteldachbau mit Kniestock und Kalkplattendach, im Inneren (Dachwerk) bezeichnet mit „1788“, im Kern älter, Umbauten 1865 und 1890 | D-3-73-112-110 Wikidata | weitere Bilder |
| Eglasmühle 14 (Standort) | Wohnstallhaus         | Zweigeschossiger, verputzter Massivbau mit flachem Satteldach, erbaut 1748 (dendrochronologisch datiert), Überformungen 1867/68 (dendrochronologisch datiert) und im frühen 20. Jahrhundert Stadel, Holzgerüstbau mit Steildach auf massivem Erdgeschoss, 1690 (dendrochronologisch datiert) | D-3-73-112-111 Wikidata | weitere Bilder |
| Eglasmühle 15 (Standort) | Ehemalige Mühle       | Zweigeschossiger und traufständiger Satteldachbau mit Fachwerkgiebel und östlichem eingeschossigem Stallteil mit Satteldach und Kniestock, 17. Jahrhundert Stadel, giebelständiger Steildachbau, Bruchstein, 17. Jahrhundert                                                                 | D-3-73-112-112 Wikidata | weitere Bilder |
| In Eglasmühle (Standort) | Dorfkapelle St. Maria | Satteldachbau mit Fassadentürmchen, 19. Jahrhundert; mit Ausstattung | D-3-73-112-109 Wikidata | weitere Bilder |

### Eismannsberg
| Lage                                      | Objekt                             | Beschreibung                                                                                                 | Akten-Nr.               | Bild           |
| ----------------------------------------- | ---------------------------------- | --- | ----------------------- | -------------- |
| Eismannsberg 5 (Standort)                 | Wohnstallhaus                      | Eingeschossiger Steildachbau, Mischmauerwerk, 18./19. Jahrhundert                                            | D-3-73-112-114 Wikidata | weitere Bilder |
| Eismannsberg 7 (Standort)                 | Katholische Dorfkapelle St. Maria  | Traufständiger Satteldachbau mit Glockendachreiter und Pilasterportal, Ende 18. Jahrhundert; mit Ausstattung | D-3-73-112-115 Wikidata | weitere Bilder |
| Von Hennenberg nach Mühlhausen (Standort) | Feldkreuz, sogenanntes Rotes Kreuz | Christus im Dreinageltypus mit Maria, Gusseisen auf Werkstücksockel, 19. Jahrhundert                         | D-3-73-112-133 Wikidata | weitere Bilder |

### Erasbach
| Lage                       | Objekt                                     | Beschreibung | Akten-Nr.               | Bild                    |
| -------------------------- | ------------------------------------------ | --- | ----------------------- | ----------------------- |
| Am Erlenbach 10 (Standort) | Ehemaliges Landsassengut und Weiherhaus    | Zweigeschossiger Satteldachbau, 16. Jahrhundert | D-3-73-112-116 Wikidata | weitere Bilder          |
| Kirchplatz 3 (Standort)    | Katholische Filialkirche Mariä Heimsuchung | Saalbau mit Chorturm und nordwestlicher Eingangshalle, Westseite mit Blindfenstern, Turm gotisch, Langhaus 18. Jahrhundert, 1924–25 nach Westen in neuromanischen Formen erweitert. Fresken Himmelfahrt Mariä und Evangelisten von Josef Wittmann 1946 Ehemalige Befestigungsmauer am Friedhof, Tor mit drei Ädikulen, spätgotisch, in der Mauer alte Grabsteine Bildstock mit Figur des heiligen Johannes Nepomuk, Holz, 18./19. Jahrhundert | D-3-73-112-120 Wikidata | weitere Bilder          |
| Zehentstraße 4 (Standort)  | Ehemaliger Zehentstadel                    | Zweigeschossiger und giebelständiger Satteldachbau mit Ladeluken und Ausleger, 17. Jahrhundert; zum Landsassengut gehörig | D-3-73-112-122 Wikidata | Ehemaliger Zehentstadel |

### Ernersdorf
| Lage                     | Objekt                               | Beschreibung | Akten-Nr.               | Bild           |
| ------------------------ | ------------------------------------ | --- | ----------------------- | -------------- |
| Ernersdorf 21 (Standort) | Katholische Filialkirche St. Ägidius | Saalkirche mit Chorturm, romanisch, im 18. Jahrhundert verändert; mit Ausstattung Friedhofsummauerung mit rundbogigem Toreingang, wohl 16./17. Jahrhundert | D-3-73-112-123 Wikidata | weitere Bilder |

### Fribertshofen
| Lage                                 | Objekt                            | Beschreibung | Akten-Nr.                         | Bild                 |
| ------------------------------------ | --------------------------------- | --- | --------------------------------- | -------------------- |
| Legel (Standort)                     | Feldkapelle                       | Giebelständiger Satteldachbau mit offenem Gehäuse und rundbogiger Öffnung, 18. Jahrhundert | D-3-73-112-127 Wikidata           | weitere Bilder       |
| Fribertshofen 32; 13 (Standort)      | Katholische Filialkirche St. Anna | Saalbau mit Chorturm und Vorzeichen, romanisch, Langhaus 1711; mit Ausstattung; Friedhofsummauerung, geschlossener Bering mit rundbogigem Eingangstor, wohl 16. Jahrhundert; Leichenhaus, eingeschossiger Walmdachbau, mit rundbogiger Öffnung, Mitte 19. Jahrhundert | D-3-73-112-126 Wikidata           | weitere Bilder       |
| Fribertshofen 32 (Standort)          | Steinkreuz                        | Tatzenkreuz aus Kalkstein, wohl nachmittelalterlich; ehemals an der Straße nach Berching | D-3-73-112-126 zugehörig Wikidata | weitere Bilder       |
| Gemeindeverbindungsstraße (Standort) | Flurprozessionskreuz              | Korpus im Dreinageltypus, zweite Hälfte 19. Jahrhundert, Kreuz erneuert | D-3-73-112-128 Wikidata           | Flurprozessionskreuz |

### Grubmühle
| Lage                   | Objekt        | Beschreibung                                                       | Akten-Nr.               | Bild          |
| ---------------------- | ------------- | ------------------------------------------------------------------ | ----------------------- | ------------- |
| Grubmühle 1 (Standort) | Mühlengebäude | Zweigeschossiger Steildachbau mit Ladeluken, bezeichnet mit „1744“ | D-3-73-112-129 Wikidata | Mühlengebäude |

### Hagenberg
| Lage                         | Objekt                | Beschreibung                                                                                          | Akten-Nr.               | Bild                  |
| ---------------------------- | --------------------- | --- | ----------------------- | --------------------- |
| Hagenberger Leite (Standort) | Feldkapelle St. Maria | Walmdachbau mit stichbogigen Öffnungen und offenem Vorzeichen, Mitte 18. Jahrhundert; mit Ausstattung | D-3-73-112-130 Wikidata | Feldkapelle St. Maria |

### Hennenberg
| Lage                    | Objekt                                  | Beschreibung | Akten-Nr.               | Bild           |
| ----------------------- | --------------------------------------- | --- | ----------------------- | -------------- |
| Hennenberg 1 (Standort) | Katholische Filialkirche St. Hippolytus | Saalkirche mit eingezogenem Polygonalchor, Chordachreiter und spitzbogigem Portal, 15. Jahrhundert, im 18. Jahrhundert umgestaltet; mit Ausstattung Ehemalige Friedhofsbefestigung mit korbbogigem Eingangstor, Bruchstein, wohl 17. Jahrhundert | D-3-73-112-131 Wikidata | weitere Bilder |

### Hermannsberg
| Lage                       | Objekt                       | Beschreibung                                                                                                 | Akten-Nr.               | Bild           |
| -------------------------- | ---------------------------- | --- | ----------------------- | -------------- |
| Hermannsberg 19 (Standort) | Katholische Kirche St. Maria | Saalbau mit eingezogener runder Apsis und Fassadenturm mit Spitzhelm, bezeichnet mit „1882“; mit Ausstattung | D-3-73-112-134 Wikidata | weitere Bilder |

### Holnstein
| Lage                                                                                             | Objekt                                                   | Beschreibung | Akten-Nr.               | Bild                                                     |
| ------------------------------------------------------------------------------------------------ | -------------------------------------------------------- | --- | ----------------------- | -------------------------------------------------------- |
| Am Felsen 4; Regens-Wagner-Straße 10; Regens-Wagner-Straße 12; Regens-WagnerStraße 14 (Standort) | Zugehörige Mauerreste des Schlosses Holnstein            | Mittelalterlich. | D-3-73-112-136 Wikidata | BW                                                       |
| Am Höglberg 1 (Standort)                                                                         | Gasthaus                                                 | Zweigeschossiges und gestelztes, traufständiges Oberpfälzer Bänderhaus mit Satteldach, Schopfwalm, Ladeluken und Ausleger, über der Tür bezeichnet mit „1595“                                                                              | D-3-73-112-142 Wikidata | Gasthaus                                                 |
| Weiße Laber (Standort)                                                                           | Brückenfigur                                             | Heiliger Johannes Nepomuk auf gekehlter Standplatte, Sandstein, 19. Jahrhundert | D-3-73-112-144 Wikidata | Brückenfigur                                             |
| Regens-Wagner-Straße 1 (Standort)                                                                | Ehemalige Friedhofskapelle St. Barbara, jetzt profaniert | Spitz endender Satteldachbau, 19. Jahrhundert | D-3-73-112-138 Wikidata | Ehemalige Friedhofskapelle St. Barbara, jetzt profaniert |
| Nähe Regens-Wagner-Straße (Standort)                                                             | Ehemaliger Zehentstadel                                  | Ursprünglich zum Schloss gehörig, dreigeschossiger und traufständiger Krüppelwalmdachbau mit rundbogiger Einfahrt, Ladeluken und Ausleger, 17./18. Jahrhundert                                                                             | D-3-73-112-143 Wikidata | weitere Bilder                                           |
| Regens-Wagner-Straße 6 (Standort)                                                                | Ehemaliges Gasthaus, sogenanntes Kienleinhaus            | Zweigeschossiger Krüppel- und Halbwalmdachbau mit Fachwerkobergeschoss (später teilweise massiv ersetzt), 1588 Stadel, giebelständiger Satteldachbau, Bruchsteinmauerwerk und holzverschalte Ständerkonstruktion, 1872, mit älteren Teilen | D-3-73-112-141 Wikidata | Ehemaliges Gasthaus, sogenanntes Kienleinhaus            |
| Regens-Wagner-Straße 12 (Standort)                                                               | Katholische Pfarrkirche St. Georg                        | Saalkirche mit einzogener runder Apsis und nördlichem Chorflankenturm, Fassade mit Putzgliederungen, romanisch, 1893 nach Westen neuromanisch verlängert; mit Ausstattung                                                                  | D-3-73-112-137 Wikidata | weitere Bilder                                           |
| Regens-Wagner-Straße 16 (Standort)                                                               | Bauernhaus                                               | Zweigeschossiger und traufständiger Steildachbau mit verputztem Fachwerkobergeschoss und Ladeluke, 18./19. Jahrhundert | D-3-73-112-140 Wikidata | weitere Bilder                                           |
| Regens-Wagner-Straße 21 (Standort)                                                               | Ehemaliges katholisches Pfarrhaus                        | Zweigeschossiger Zeltdachbau mit Eckerker, neubarock, um 1910 | D-3-73-112-139 Wikidata | weitere Bilder                                           |

### Jettingsdorf
| Lage                                             | Objekt    | Beschreibung                                                                            | Akten-Nr.               | Bild      |
| ------------------------------------------------ | --------- | --------------------------------------------------------------------------------------- | ----------------------- | --------- |
| Haarberg; an der Straße nach Berching (Standort) | Bildstock | Pfeiler mit Satteldach, Gesimsteilung und stichbogiger Bildnische, Ende 18. Jahrhundert | D-3-73-112-145 Wikidata | Bildstock |

### Oening
| Lage                   | Objekt                                | Beschreibung | Akten-Nr.               | Bild                              |
| ---------------------- | ------------------------------------- | --- | ----------------------- | --------------------------------- |
| Oening A 5 (Standort)  | Ehemaliges Hirtenhaus                 | Eingeschossiges und giebelständiges Wohnstallhaus mit Satteldach, erste Hälfte 19. Jahrhundert Stadel, verschalter Bruchsteinbau mit Satteldach, erste Hälfte 19. Jahrhundert               | D-3-73-112-224 Wikidata | weitere Bilder                    |
| Oening A 11 (Standort) | Katholische Filialkirche St. Nikolaus | Saalkirche mit Chorturm, Turm gotisch, 1729 geweiht, mit Ausstattung Ehemalige Seelenkapelle, zweijochig gewölbter Satteldachbau mit offenen Arkaden, wohl 16. Jahrhundert, mit Ausstattung | D-3-73-112-148 Wikidata | weitere Bilder                    |
| Oening A 25 (Standort) | Wohnstallhaus eines Dreiseithofes     | Zweigeschossiger und giebelständiger Satteldachbau mit Kalkplattendeckung, um 1830/40 | D-3-73-112-225 Wikidata | Wohnstallhaus eines Dreiseithofes |

### Plankstetten
| Lage                                                        | Objekt                                                     | Beschreibung | Akten-Nr.                         | Bild                       |
| ----------------------------------------------------------- | ---------------------------------------------------------- | --- | --------------------------------- | -------------------------- |
| B 299; Ludwig-Donau-Main-Kanal; Villiz (Standort)           | Abschnitt des Ludwig-Donau-Main-Kanals                     | Abschnitt des Ludwig-Donau-Main-Kanals, künstlich angelegte Wasserstraße zwischen Kelheim und Bamberg auf einer Länge von 173 km mit ehemals 100 Schleusen, zahlreichen wasser- und schifffahrtstechnischen Anlagen und Gebäuden zur Herstellung eines durchgehenden Wasserweges zwischen Nordsee und dem Schwarzen Meer, auf Veranlassung König Ludwigs I. von Bayern durch Heinrich Freiherr von Pechmann, 1836–45. | D-3-73-112-162 Wikidata           | weitere Bilder             |
| B 299; Ludwig-Donau-Main-Kanal; Villiz (Standort)           | Brücke                                                     | Auflager aus Naturstein, 1836–45. | D-3-73-112-162 zugehörig Wikidata | weitere Bilder             |
| B 299; Ludwig-Donau-Main-Kanal; Villiz (Standort)           | Brücke                                                     | Auflager aus Naturstein, 1836–45. | D-3-73-112-162 zugehörig Wikidata | weitere Bilder             |
| B 299; Ludwig-Donau-Main-Kanal; Villiz (Standort)           | Kanalsperre                                                | Naturstein, 1836–45. | D-3-73-112-162 zugehörig Wikidata | weitere Bilder             |
| B 299; Ludwig-Donau-Main-Kanal; Villiz (Standort)           | Bachdurchlass                                              | 1836–45. | D-3-73-112-162 zugehörig Wikidata | weitere Bilder             |
| B 299; Ludwig-Donau-Main-Kanal; Villiz (Standort)           | Bachdurchlass mit Zwangsentlastung                         | | D-3-73-112-162 zugehörig Wikidata | weitere Bilder             |
| Eglasmühler Straße (Standort)                               | Wegkapelle Heiland im Kerker                               | Quadratisches Gehäuse mit Zeltdach, korbbogiger Öffnung und Pilastergliederung, 1747; mit Ausstattung | D-3-73-112-156 Wikidata           | weitere Bilder             |
| Fribertshofener Straße 2 (Standort)                         | Ehemaliges Presbyterium der 1820 abgebrochenen Pfarrkirche | Zeltdachbau mit Flankenmauern, 1573, umgebaut; mit Ausstattung | D-3-73-112-154 Wikidata           | weitere Bilder             |
| Fribertshofener Straße 2 (Standort)                         | Friedhofstützmauer                                         | 1737 | D-3-73-112-154 Wikidata           | BW                         |
| Fribertshofener Straße 12 (Standort)                        | Hochkreuz                                                  | Mit Christus im Viernageltypus und trauernder Muttergottes unter Blechdach, 18./19. Jahrhundert | D-3-73-112-159 Wikidata           | weitere Bilder             |
| Fribertshofener Straße 13 (Standort)                        | Ehemaliges Kleinbauernhaus                                 | Eingeschossiger und traufständiger Satteldachbau, verputztes Bruchsteinmauerwerk und Fachwerkkonstruktion, 18./19. Jahrhundert | D-3-73-112-230 Wikidata           | Ehemaliges Kleinbauernhaus |
| Nähe Alte Hauptstraße (Standort)                            | Wegkapelle Mariahilf                                       | Traufständiger Satteldachbau mit rundbogigem Eingang, 18. Jahrhundert; mit Ausstattung | D-3-73-112-157 Wikidata           | weitere Bilder             |
| Klosterplatz 1 (Standort)                                   | Kloster Plankstetten                                       | 1129 als bischöfliches Eigenkloster gegründet, 1138 erste Kirchenweihe, Schäden 1525 und 1632, 1806 säkularisiert, ab 1904 wieder Benediktinerpriorat, seit 1927 Abtei Katholische Pfarr- und Abteikirche Mariä Himmelfahrt, dreischiffige Basilika mit zwei Westtürmen, Vorhalle und Polygonalchor, im Kern romanisch, Chor spätgotisch, 1493–95, 1928–29 durch Mönchschor nach Osten versetzt, Nordturm und Vorhalle um 1200, Türme 1710 vollendet, Inneres 1727 barockisiert; mit Ausstattung Reste eines Kreuzgangsflügels mit Arkaden des Kapitelsaals, spätgotisch, 1472–85 unter Einbeziehung romanischer Mauerteile Konventgebäude, zweigeschossige Dreiflügelanlage mit Walmdächern um Innenhof, 1695–1767, im Westen Prälatur mit Pilasterportal, 1695, und Saalbau, 1767, ehemaliger Gästetrakt mit Pilasterportal und polygonalem Eckturm mit Zwiebelhaube, 1699; mit Ausstattung Auf der Westseite Gästehaus, zweiflügliger und zweigeschossiger Walmdachbau mit Klostereinfahrt, Pilasterportal und Wappen von 1616 Wirtschaftsgebäude um den Hof gruppiert: Auf der Westseite Abt-Maurus-Haus, zweigeschossiger Walmdachbau mit Wappen, im Kern um 1500, überformt 1983 An der Ostseite ehemalige Brauerei, zweigeschossiger Walmdachbau, 1706 An der Südseite zweiteiliger und zweigeschossiger Flügel mit Arkaden und Tordurchfahrt, 18. Jahrhundert Zugehöriges Gartenhaus, eingeschossiger Mansardwalmdachbau, im Kern von 1730 mit Umbauten des frühen 20. Jahrhunderts Klostermauer, Bruchstein, 17.–18. Jahrhundert | D-3-73-112-152 Wikidata           | weitere Bilder             |
| Klosterplatz 2, 3 (Standort)                                | Ehemaliges Klosterhospizgebäude                            | Langgestreckter, zweigeschossiger Walmdachbau, mit Wappentafel des Abtes Dominikus IV. Fleischmann (1757–92), im Kern wohl spätmittelalterlich, Umbau zweite Hälfte 18. Jahrhundert, teilweise erneuert | D-3-73-112-153 Wikidata           | weitere Bilder             |
| Klosterplatz 4 (Standort)                                   | Ehemaliges klösterliches Amtshaus                          | Stattlicher zweigeschossiger und giebelständiger Steildachbau mit Putzgliederungen und geohrtem Werksteinportal, bezeichnet mit „1726“ | D-3-73-112-213 Wikidata           | weitere Bilder             |
| Gemeindeverbindungsstraße, am Westrand des Ortes (Standort) | Steinkreuz                                                 | Lateinische Form mit verbreitertem Fuß und Armstützen, Kalkstein, wohl 15./16. Jahrhundert | D-3-73-112-160 Wikidata           | weitere Bilder             |

### Pollanten
| Lage                                                                                    | Objekt                                                | Beschreibung | Akten-Nr.                         | Bild                     |
| --------------------------------------------------------------------------------------- | ----------------------------------------------------- | --- | --------------------------------- | ------------------------ |
| Am Kirchberg 5 (Standort)                                                               | Katholische Pfarrkirche St. Georg                     | Romanische Chorturmanlage, Langhaus 1720–30; mit Ausstattung Ölbergkapelle, Mitte 18. Jahrhundert; mit Ausstattung; im Friedhof | D-3-73-112-163 Wikidata           | weitere Bilder           |
| B 299; Breitenfurt B; Duldenfeld; Ludwig-Donau-Main-Kanal; Staatsstraße 2237 (Standort) | Abschnitt des Ludwig-Donau-Main-Kanals                | Künstlich angelegte Wasserstraße zwischen Kelheim und Bamberg auf einer Länge von 173 km mit ehemals 100 Schleusen, zahlreichen wasser- und schifffahrtstechnischen Anlagen und Gebäuden zur Herstellung eines durchgehenden Wasserweges zwischen Nordsee und dem Schwarzen Meer, auf Veranlassung König Ludwigs I. von Bayern durch Heinrich Freiherr von Pechmann, 1836–45 | D-3-73-112-166 Wikidata           | weitere Bilder           |
| Ludwig-Donau-Main-Kanal; Schleuse 25 (Standort)                                         | Schleuse 25, Bestandteil des Ludwig-Donau-Main-Kanals | Kammerschleuse, Naturstein, 1836–45. | D-3-73-112-229 Wikidata           | weitere Bilder           |
| Ludwig-Donau-Main-Kanal; Schleuse 25 (Standort)                                         | Schleuse 25, Bestandteil des Ludwig-Donau-Main-Kanals | Schleusenwärterhaus, eingeschossiger Massivbau mit Flachsatteldach, 1836–45. | D-3-73-112-229 zugehörig Wikidata | weitere Bilder           |
| Müllergasse 2 (Standort)                                                                | Ehemaliges Landsassengut                              | Walmdachbau, 18. Jahrhundert, im Kern älter | D-3-73-112-164 Wikidata           | Ehemaliges Landsassengut |
| Wiesenhaidstraße, an der Straße nach Mühlhausen (Standort)                              | Wegkapelle St. Maria                                  | 1913 | D-3-73-112-165 Wikidata           | Wegkapelle St. Maria     |

### Raitenbuch
| Lage                                       | Objekt                          | Beschreibung | Akten-Nr.               | Bild           |
| ------------------------------------------ | ------------------------------- | --- | ----------------------- | -------------- |
| Raitenbuch B, am Staadorfer Weg (Standort) | Feldkapelle St. Maria           | Giebelständiger Flachsatteldachbau, 18./19. Jahrhundert | D-3-73-112-168 Wikidata | weitere Bilder |
| Raitenbuch C 6 (Standort)                  | Katholische Kirche St. Nikolaus | Saalbau mit Chorturm und ionischem Pilasterportal, frühgotisch, Langhaus um 1725 erneuert; mit Ausstattung Friedhofsmauer mit Strebepfeilern, 16./17. Jahrhundert | D-3-73-112-167 Wikidata | weitere Bilder |

### Rappersdorf
| Lage                                                           | Objekt                                 | Beschreibung | Akten-Nr.                         | Bild           |
| -------------------------------------------------------------- | -------------------------------------- | --- | --------------------------------- | -------------- |
| In Wegscheid; Ludwig-Donau-Main-Kanal; Nähe St 2237 (Standort) | Abschnitt des Ludwig-Donau-Main-Kanals | Abschnitt des Ludwig-Donau-Main-Kanals, künstlich angelegte Wasserstraße zwischen Kelheim und Bamberg auf einer Länge von 173 km mit ehemals 100 Schleusen, zahlreichen wasser- und schifffahrtstechnischen Anlagen und Gebäuden zur Herstellung eines durchgehenden Wasserweges zwischen Nordsee und dem Schwarzen Meer, auf Veranlassung König Ludwigs I. von Bayern durch Heinrich Freiherr von Pechmann, 1836–45. | D-3-73-112-289 Wikidata           | weitere Bilder |
| In Wegscheid; Ludwig-Donau-Main-Kanal; Nähe St 2237 (Standort) | Zwei Kanalsperren                      | Naturstein, 1836–45. | D-3-73-112-289 zugehörig Wikidata | weitere Bilder |
| In Wegscheid; Ludwig-Donau-Main-Kanal; Nähe St 2237 (Standort) | Zwei Kanalsperren                      | Naturstein, 1836–45. | D-3-73-112-289 zugehörig Wikidata | weitere Bilder |
| In Wegscheid; Ludwig-Donau-Main-Kanal; Nähe St 2237 (Standort) | Zwei Bachdurchlässe                    | gemauert, 1836–45. | D-3-73-112-289 zugehörig Wikidata | weitere Bilder |
| In Wegscheid; Ludwig-Donau-Main-Kanal; Nähe St 2237 (Standort) | Zwei Bachdurchlässe                    | gemauert, 1836–45. | D-3-73-112-289 zugehörig Wikidata | weitere Bilder |
| Johannesstraße 23 (Standort)                                   | Dorfkapelle Heilige Familie            | Giebelständiger Satteldachbau mit Glockendachreiter, 18./19. Jahrhundert | D-3-73-112-169 Wikidata           | weitere Bilder |

### Ritzermühle
| Lage                                              | Objekt            | Beschreibung                                                                         | Akten-Nr.               | Bild           |
| ------------------------------------------------- | ----------------- | ------------------------------------------------------------------------------------ | ----------------------- | -------------- |
| Kessel, oberhalb des Ortes am Waldrand (Standort) | Kapelle St. Maria | Giebelständiger Satteldachbau mit Putzrahmung und Giebelkreuz, 1852; mit Ausstattung | D-3-73-112-171 Wikidata | weitere Bilder |

### Roßthal
| Lage                 | Objekt                          | Beschreibung                                                                                 | Akten-Nr.               | Bild           |
| -------------------- | ------------------------------- | -------------------------------------------------------------------------------------------- | ----------------------- | -------------- |
| Roßthal 1 (Standort) | Katholische Kirche St. Nikolaus | Saalbau mit eingezogener Polygonalapsis und Chordachreiter, 18. Jahrhundert; mit Ausstattung | D-3-73-112-172 Wikidata | weitere Bilder |

### Rübling
| Lage                | Objekt     | Beschreibung                                                                   | Akten-Nr.               | Bild       |
| ------------------- | ---------- | ------------------------------------------------------------------------------ | ----------------------- | ---------- |
| Haarbügl (Standort) | Steinkreuz | Kreuz mit Christus im Dreinageltypus auf konischem Sockel und Basis, bez. 1933 | D-3-73-112-296 Wikidata | Steinkreuz |

### Rudertshofen
| Lage                       | Objekt                                   | Beschreibung | Akten-Nr.               | Bild           |
| -------------------------- | ---------------------------------------- | --- | ----------------------- | -------------- |
| Osterbergweg (Standort)    | Kapellenbildstock Heilige Dreifaltigkeit | Mit Satteldach und korbbogiger Bildnische, Mitte 19. Jahrhundert | D-3-73-112-176 Wikidata | weitere Bilder |
| Rudertshofen 14 (Standort) | Wohnstallhaus                            | Eingeschossiger und traufständiger Satteldachbau, 18./19. Jahrhundert                                                                                                 | D-3-73-112-173 Wikidata | Wohnstallhaus  |
| Rudertshofen 37 (Standort) | Katholische Filialkirche St. Wunibald    | Saalbau mit Chorturm und Vorzeichen, 14. Jahrhundert, Erweiterung erste Hälfte 18. Jahrhundert; mit Ausstattung Geschlossene Friedhofsummauerung, 17./18. Jahrhundert | D-3-73-112-175 Wikidata | weitere Bilder |

### Schweigersdorf
| Lage                         | Objekt              | Beschreibung                                                                                                  | Akten-Nr.               | Bild           |
| ---------------------------- | ------------------- | --- | ----------------------- | -------------- |
| Schweigersdorf 5 (Standort)  | Wohnstallhaus       | Eingeschossiger und giebelständiger Steildachbau mit verputztem Fachwerkgiebel und Erdkeller, 18. Jahrhundert | D-3-73-112-180 Wikidata | weitere Bilder |
| Schweigersdorf 10 (Standort) | Ehemaliges Gasthaus | Zweigeschossiger und giebelständiger Flachsatteldachbau mit Kalkplattendeckung, Mitte 19. Jahrhundert         | D-3-73-112-181 Wikidata | weitere Bilder |

### Simbach
| Lage                 | Objekt                             | Beschreibung | Akten-Nr.               | Bild           |
| -------------------- | ---------------------------------- | --- | ----------------------- | -------------- |
| Simbach 1 (Standort) | Katholische Filialkirche St. Maria | Zentralisierender Saalbau mit segmentbogig ausgreifenden Längsseiten, eingezogener, stichbogig schließender Apsis, Pilasterportal und Flankenturm mit Glockenhaube und Zwiebel, 1765 von Martin Plänkl nach Plänen von Johann Jakob Berg; mit Ausstattung | D-3-73-112-183 Wikidata | weitere Bilder |

### Sollngriesbach
| Lage                                                                | Objekt                                                        | Beschreibung | Akten-Nr.               | Bild                  |
| ------------------------------------------------------------------- | ------------------------------------------------------------- | --- | ----------------------- | --------------------- |
| Dorfstraße 14 (Standort)                                            | Wohnstallhaus                                                 | Eingeschossiger und giebelständiger Satteldachbau, Anfang 19. Jahrhundert | D-3-73-112-185 Wikidata | Wohnstallhaus         |
| Erasbacher Straße (Standort)                                        | Kapellenbildstock                                             | Mit stichbogigem Eingang und Dreiecksgiebel, spätes 19. Jahrhundert; mit Ausstattung | D-3-73-112-228 Wikidata | weitere Bilder        |
| Zwiel, an der Straße von Sollngriesbach nach Erasbach (Standort)    | Grenzstein 95                                                 | Zwischen der Kurpfalz und dem Hochstift Eichstätt, mit Wappen, bezeichnet mit „Nr. 95“, datiert mit 1767 nicht vorgefunden (Besichtigung am 31.10.2021)                                                                                            | D-3-73-112-218 Wikidata | BW                    |
| Nähe Hopfengasse, südlich des Ortes (Standort)                      | Feldkapelle St. Maria                                         | Gehäuse mit Satteldach und stichbogiger Nische, 1921 | D-3-73-112-189 Wikidata | Feldkapelle St. Maria |
| Kirchstraße 12 (Standort)                                           | Wohnstallhaus                                                 | Eingeschossiger und traufständiger Satteldachbau mit seitlichem Stallfügel, 18./19. Jahrhundert | D-3-73-112-187 Wikidata | Wohnstallhaus         |
| Kirchstraße 14 (Standort)                                           | Katholische Kirche St. Nikolaus                               | Saalbau mit eingezogenem geraden Chor und Dachreiter mit Welscher Haube, im Kern romanisch, Umgestaltung 17. Jahrhundert; mit Ausstattung Ehemalige Friedhofsbefestigung, Mauer mit zinnenbekröntem, spitzbogigem Torbau und Wangenmauern, gotisch | D-3-73-112-188 Wikidata | weitere Bilder        |
| Mittelgasse 4 (Standort)                                            | Wohnstallhaus                                                 | Eingeschossiger und giebelständiger Steildachbau mit verputztem Fachwerkgiebel, um 1830/40 | D-3-73-112-227 Wikidata | Wohnstallhaus         |
| Auf dem Sand, an der Straße Sollngriesbach nach Erasbach (Standort) | Ehemaliger Grenzstein zwischen Bayern und Hochstift Eichstätt | 18. Jahrhundert, mit Inschrift „K. W.“ (Königlicher Wald), bezeichnet mit „1767“ nicht vorgefunden (Besichtigung am 31.10.2021) | D-3-73-112-216 Wikidata | BW                    |

### Staudenhof
| Lage                    | Objekt                                        | Beschreibung | Akten-Nr.               | Bild           |
| ----------------------- | --------------------------------------------- | --- | ----------------------- | -------------- |
| Staudenhof 2 (Standort) | Ehemaliger Meierhof des Klosters Plankstetten | Dreiflügelige und zweigeschossige Anlage mit steilem Walmdach, frühes 18. Jahrhundert, anstelle des 1686 abgebrannten Vorgängerbaus, Mittelteil nach 1750 ausgebaut, in den Seitenflügeln Wirtschaftsräume und gewölbte Stallungen, Wappenstein, bezeichnet mit „1766“ Hofkapelle St. Maria, Walmdachbau mit Glockendachreiter und spitzbogigen Öffnungen, Mitte 19. Jahrhundert; mit Ausstattung Hoftor, Mauer mit zwei Pfeilern mit Kugelaufsätzen und Schmiedeeisengitter | D-3-73-112-212 Wikidata | weitere Bilder |

### Staufersbuch
| Lage                       | Objekt                             | Beschreibung | Akten-Nr.               | Bild           |
| -------------------------- | ---------------------------------- | --- | ----------------------- | -------------- |
| Hofmarkstraße 8 (Standort) | Katholische Pfarrkirche St. Martin | Saalbau mit eingezogenem Chor, Chorturm und Vorzeichen, Turm mittelalterlich, Langhaus 1769 erneuert; mit Ausstattung                                                             | D-3-73-112-190 Wikidata | weitere Bilder |
| Keltenweg 1 (Standort)     | Ehemaliger Pfarrhof                | Pfarrhaus, zweigeschossiger Bau mit steilem Walmdach, Mitte 18. Jahrhundert Pfarrstadel, giebelständiger Satteldachbau mit zwei rundbogigen Toren und Eckquadern, 18. Jahrhundert | D-3-73-112-191 Wikidata | weitere Bilder |

### Thann
| Lage               | Objekt                               | Beschreibung | Akten-Nr.               | Bild           |
| ------------------ | ------------------------------------ | --- | ----------------------- | -------------- |
| Thann 1 (Standort) | Katholische Filialkirche St. Michael | Saalbau mit eingezogener Polygonalapsis, Chorflankenturm und Pilasterportal, erste Hälfte 18. Jahrhundert, 1908/09 erweitert; mit Ausstattung | D-3-73-112-193 Wikidata | weitere Bilder |

### Thannbrunn
| Lage                     | Objekt                                               | Beschreibung                                                                  | Akten-Nr.               | Bild                                                 |
| ------------------------ | ---------------------------------------------------- | ----------------------------------------------------------------------------- | ----------------------- | ---------------------------------------------------- |
| In Thannbrunn (Standort) | Ehemaliges Schloss, jetzt Wohnhaus eines Bauernhofes | Zweigeschossiger Walmdachbau, 18. Jahrhundert, Türsturz bezeichnet mit „1811“ | D-3-73-112-195 Wikidata | Ehemaliges Schloss, jetzt Wohnhaus eines Bauernhofes |

### Wallnsdorf
| Lage                                           | Objekt                                 | Beschreibung | Akten-Nr.               | Bild           |
| ---------------------------------------------- | -------------------------------------- | --- | ----------------------- | -------------- |
| Raitenbucher Weg; Trad (Standort)              | Bildstock St. Martin                   | Pfeiler mit rundbogigem Kopfstück und Gusseisenkreuz im Viernageltypus, bezeichnet mit „1922“ | D-3-73-112-198 Wikidata | weitere Bilder |
| Wallnsdorf 21 (Standort)                       | Katholische Filialkirche St. Martin    | Saalbau mit Chorturm, frühgotisch, ab 1748 umgestaltet; mit Ausstattung | D-3-73-112-197 Wikidata | weitere Bilder |
| Ludwig-Donau-Main-Kanal; Nähe B 299 (Standort) | Abschnitt des Ludwig-Donau-Main-Kanals | Künstlich angelegte Wasserstraße zwischen Kelheim und Bamberg auf einer Länge von 173 km mit ehemals 100 Schleusen, zahlreichen wasser- und schifffahrtstechnischen Anlagen und Gebäuden zur Herstellung eines durchgehenden Wasserweges zwischen Nordsee und dem Schwarzen Meer, auf Veranlassung König Ludwigs I. von Bayern durch Heinrich Freiherr von Pechmann, 1836–45. | D-3-73-112-290 Wikidata | weitere Bilder |

### Wattenberg
| Lage                    | Objekt                                  | Beschreibung                                                                | Akten-Nr.               | Bild           |
| ----------------------- | --------------------------------------- | --------------------------------------------------------------------------- | ----------------------- | -------------- |
| Wattenberg 1 (Standort) | Katholische Filialkirche St. Margaretha | Saalbau mit Chorturm, gotisch, umgebaut im 17. Jahrhundert; mit Ausstattung | D-3-73-112-200 Wikidata | weitere Bilder |

### Weidenwang
| Lage                                       | Objekt                                | Beschreibung | Akten-Nr.               | Bild           |
| ------------------------------------------ | ------------------------------------- | --- | ----------------------- | -------------- |
| Weidenwang A 21 (Standort)                 | Wohnstallhaus                         | Eingeschossiges und giebelständiges Oberpfälzer Bänderhaus mit Satteldach, 18./19. Jahrhundert | D-3-73-112-204 Wikidata | weitere Bilder |
| Weidenwang A 22; Weidenwang H 1 (Standort) | Katholische Pfarrkirche St. Willibald | Saalbau mit Chorturm, Krüppelwalm und verschindelter Zwiebelhaube, 1762 von Johann Wolfgang Diller unter Verwendung des gotischen Ostturms; mit Ausstattung Friedhofsummauerung, mit Strebepfeilern und Tor mit stichbogiger Öffnung und Dreiecksgiebel, wohl 16./17. Jahrhundert | D-3-73-112-202 Wikidata | weitere Bilder |
| Weidenwang F (Standort)                    | Denkmal für Christoph Willibald Gluck | Sich verjüngende Kalksteinstele mit Inschrift und Bronzebüste auf Marmorsockel, 1870 von Konrad Knoll, München | D-3-73-112-206 Wikidata | weitere Bilder |
| Weidenwang H 1 (Standort)                  | Pfarrhof                              | Pfarrhaus, zweigeschossiger Walmdachbau mit Putzrustika und Gesimsgliederungen, 1832, durch Zwischenbau der zweiten Hälfte 19. Jahrhundert mit der Pfarrkirche verbunden Pfarrstadel, giebelständige Durchfahrtsscheune mit Halbwalmdach, Bruchstein, 18. Jahrhundert             | D-3-73-112-201 Wikidata | weitere Bilder |

### Winterzhofen
| Lage                                            | Objekt                         | Beschreibung                                                                                      | Akten-Nr.               | Bild           |
| ----------------------------------------------- | ------------------------------ | ------------------------------------------------------------------------------------------------- | ----------------------- | -------------- |
| Hollerin (Standort)                             | Feldkapelle St. Maria          | Giebelständiger, rund geschlossener Satteldachbau mit offenem Gehäuse, 1875; mit Ausstattung      | D-3-73-112-208 Wikidata | weitere Bilder |
| Fuchsfeld, an der Straße nach Oening (Standort) | Figur hl. Johannes von Nepomuk | Sandstein, 19. Jahrhundert, Sockel erneuert                                                       | D-3-73-112-209 Wikidata | weitere Bilder |
| Winterzhofen 24 (Standort)                      | Dorfkapelle Mariahilf          | Saalbau mit Schweifgiebel und Glockenturm, 18. Jahrhundert, Turm 19. Jahrhundert; mit Ausstattung | D-3-73-112-207 Wikidata | weitere Bilder |

### Wirbertshofen
| Lage                                                     | Objekt                                | Beschreibung | Akten-Nr.               | Bild                             |
| -------------------------------------------------------- | ------------------------------------- | --- | ----------------------- | -------------------------------- |
| Österlängen, an der Straße nach Fribertshofen (Standort) | Steinkreuz, sogenanntes Schwedenkreuz | Lateinische Form mit kurzen Armen und verbreitertem Fuß, Kalkstein, mittelalterlich                                                                    | D-3-73-112-211 Wikidata | weitere Bilder                   |
| Wirbertshofen 16 (Standort)                              | Dorfkapelle heiliger Franz Xaver      | Traufständiger Satteldachbau mit eingezogener halbrunder Apsis, gestuftem Giebel und Glockendachreiter, zweite Hälfte 18. Jahrhundert; mit Ausstattung | D-3-73-112-210 Wikidata | Dorfkapelle heiliger Franz Xaver |

## Ehemalige Baudenkmäler
In diesem Abschnitt sind Objekte aufgeführt, die früher einmal in der Denkmalliste eingetragen waren, jetzt aber nicht mehr. Objekte, die in anderem Zusammenhang also z. B. als Teil eines Baudenkmals weiter eingetragen sind, sollen hier nicht aufgeführt werden. Aktennummern in diesem Abschnitt sind ehemalige, jetzt nicht mehr gültige Aktennummern.

| Lage                                                                                                  | Objekt                                 | Beschreibung | Akten-Nr.               | Bild                                   |
| --- | -------------------------------------- | --- | ----------------------- | -------------------------------------- |
| Berching Nähe Gredinger Straße ()                                                                     | Ausstattung des Kapellenneubaus        | Drei rundbogige Tafelbilder, 18./19. Jahrhundert                                                                                     | D-3-73-112-226 Wikidata |                                        |
| Berching Nähe Kirchgasse ()                                                                           | Stadel                                 | Wohl 18. Jahrhundert, mit Fachwerkgiebel                                                                                             | D-3-73-112-38 Wikidata  |                                        |
| Berching Reichenauplatz 19 (Standort)                                                                 | Ehemaliges Gasthaus Zum Goldenen Kreuz | Zweigeschossiger und giebelständiger Eckbau mit Satteldach, Spitzbogenportal und Giebelaufsätzen, spätgotisch, bezeichnet mit „1629“ | D-3-73-112-80 Wikidata  | weitere Bilder                         |
| Berching Nähe Bahnhofstraße (Standort)                                                                | Zugehöriger Steinstadel                | Traufständiger Satteldachbau mit Aufzugsgaube, frühes 18. Jahrhundert                                                                | D-3-73-112-222 Wikidata | BW                                     |
| Eglasmühle Am Weg nach Berching ()                                                                    | Bildstock                              | Bildstock. | D-3-73-112-113 Wikidata |                                        |
| Ernersdorf Am Berchinger Weg in Richtung Winterzhofen an der Abzweigung, 300 m außerhalb des Ortes () | Steinkreuz                             | Wohl nachmittelalterlich. | D-3-73-112-124 Wikidata |                                        |
| Fribertshofen Fribertshofen 30 (Standort)                                                             | Wohnstallhaus                          | Eingeschossiger und giebelständiger Satteldachbau mit Kniestock, Mitte 19. Jahrhundert                                               | D-3-73-112-125 Wikidata | weitere Bilder                         |
| Hermannsberg an der Bezirksstraße ()                                                                  | Steinkreuz                             | Wohl 16. Jahrhundert | D-3-73-112-135 Wikidata |                                        |
| Rübling In Rübling ()                                                                                 | Kapelle St. Maria                      | Mitte 18. Jahrhundert; mit Ausstattung                                                                                               | D-3-73-112-177 Wikidata |                                        |
| Rübling östlich des Ortes ()                                                                          | Steinkreuz                             | Wohl spätmittelalterlich | D-3-73-112-178 Wikidata |                                        |
| Schweigersdorf Schweigersdorf 19 (Standort)                                                           | Kapelle St. Maria                      | 19./20. Jahrhundert | D-3-73-112-182 Wikidata | BW                                     |
| Simbach An der Straße nach Neuhaus (Standort)                                                         | Feldkapelle St. Maria                  | Um 1820; mit Ausstattung | D-3-73-112-184 Wikidata | BW                                     |
| Sollngriesbach Dorfstraße 17 (Standort)                                                               | Zugehöriges Bauernhaus                 | Wohnstallbau, 18./19. Jahrhundert | D-3-73-112-186 Wikidata | BW                                     |
| Stierbaum Westlich des Ortes ()                                                                       | Steinkreuz                             | Wohl spätmittelalterlich | D-3-73-112-192 Wikidata |                                        |
| Wallnsdorf An der Straße nach Berching (Standort)                                                     | Bildstock                              | Marienbildstock | D-3-73-112-199 Wikidata | BW                                     |
| Weidenwang Weidenwang K 2 (Standort)                                                                  | Wohnstallhaus, wohl ehemaliges Hüthaus | Eingeschossiger Satteldachbau mit verputztem Fachwerkgiebel, 18./19. Jahrhundert                                                     | D-3-73-112-205 Wikidata | Wohnstallhaus, wohl ehemaliges Hüthaus |

## Abgegangene Baudenkmäler
In diesem Abschnitt sind Objekte aufgeführt, die früher einmal in der Denkmalliste eingetragen waren, jetzt aber nicht mehr existieren, z. B. weil sie abgebrochen wurden. Aktennummern in diesem Abschnitt sind ehemalige, jetzt nicht mehr gültige Aktennummern.

| Lage                                                                    | Objekt                  | Beschreibung            | Akten-Nr.               | Bild |
| ----------------------------------------------------------------------- | ----------------------- | ----------------------- | ----------------------- | --- |
| Berching Sollngriesbacher Straße (nordwestlich der Altstadt) (Standort) | Sogenanntes Gärtnerhaus | Walmdachbau, um 1830/50 | D-3-73-112-101 Wikidata | [[Vorlage:Bilderwunsch/code!/C:49.109469,11.436479!/D:Sollngriesbacher Straße (nordwestlich der Altstadt), Sogenanntes Gärtnerhaus!/\|BW]] |